# Neocatolaccus cratylus
Neocatolaccus cratylus är en stekelart som först beskrevs av Walker 1847.  Neocatolaccus cratylus ingår i släktet Neocatolaccus och familjen puppglanssteklar. Inga underarter finns listade i Catalogue of Life.